# Koch Industries
Koch Industries (/ˈkoʊk/) — американская частная компания, которая первоначально занималась нефтепереработкой. В настоящее время подразделения и дочерние компании занимаются производством, торговлей, инвестициями, переработкой нефти, химическим производством, искусственными волокнами и пластмассами.
Koch владеет:
- Invista;
- Georgia-Pacific;
- Molex;
- Flint Hills Resources;
- Koch Pipeline;
- Koch Fertilizer;
- Koch Minerals;
- Matador Cattle Company.

В Koch работает около 50 тысяч человек на территории США и 20 тысяч в ещё 59 странах.

## История
Компанию основал в 1940 году Фред Кох, который разработал новый способ нефтепереработки, при участии его партнёров. Штаб-квартира расположена в г. Уичито, шт. Канзас.
Компанией управляют сыновья Фреда:
- Чарльз Кох — председатель правления и CEO,
- Дэвид Кох — исполнительный вице-президент.

Они выкупили компанию у своих братьев — 
Фредерика и Уильяма Кох — за $1,1 миллиард в 1983 году. Чарльзу и Дэвиду принадлежат равные доли в 42 %. Чарльз отмечал, что компания сможет стать публичной исключительно «через его труп».
В 2013 году Forbes назвал компанию второй по величине частной компанией США (после Cargill), с годовым оборотом в 115 миллиардов долларов. Если бы Koch Industries была публичной компанией, то на 2013 год она могла бы занять 17-е место в рейтинге Fortune 500. На 2014 год годовая выручка компании составляла $110 млрд, что делает её крупнейшей частной компанией в США.

## Основные дочерние компании
- Flint Hills Resources — нефтепереработка, производство химической продукции;
- Georgia Pacific (приобретена в 2005 году) — производство бумаги и строительных материалов;
- Guardian Industries (приобретена в 2017 году) — производство стекла;
- Invista (приобретена в 2004 году) — производство тканей, волокон, пластмасс, лицензирование технологий. Владеет  такими брендами как Lycra, Tactel и Thermolite.
- Molex (приобретена в 2013 году) — производство электронных компонентов, соединительных кабелей;
- Koch Ag and Energy Solutions:
  - Koch Fertilizer — производство удобрений;
  - Koch Methanol — производство метанола;
  - Koch Pipeline Company — владеет нефтепроводами, газопроводами и нефтепродуктопроводами в Техасе, Миннесоте, Миссури, Айове, Висконсине и Иллинойсе[14].

## Деятельность в России
Guardian Industries, дочерняя компания Koch Industries, имеет два производственных предприятия в России. В 2005 году был основан завод по производству стекла в Рязани (ООО «Гардиан стекло Рязань»). В 2012 году началось производство стекла на заводе в городе Красный Сулин Ростовской области (ООО «Гардиан стекло Ростов»).
19 июля 2022 года, Российские заводы были проданы компании ФСК

### Комментарии
1. ↑  В российской литературе распространена транслитерация Кох[6]

### Сноски
1. 1 2 3  Koch Industries Welcomes 2009 Leadership Kansas Class. Дата обращения: 23 июля 2011. Архивировано из оригинала 10 июня 2011 года.
2. ↑  Koch Overview. kochind.com. 3 ноября 2011. Архивировано 6 января 2014. Дата обращения: 23 июля 2011.
3. ↑  Koch Industries, Inc. – Industry Areas. Kochind.com. Дата обращения: 23 июля 2011. Архивировано 8 января 2011 года.
4. ↑  Continetti, Matthew (4 апреля 2011). The Paranoid Style in Liberal Politics. The Weekly Standard. Архивировано 15 апреля 2011. Дата обращения: 14 января 2015.
5. ↑  Summary of Koch Industries History. sec.gov. U.S. Securities and Exchange Commission (14 ноября 2005). Дата обращения: 18 февраля 2010. Архивировано 4 июня 2011 года.
6. ↑  Леонард, 2021, Глава 1..
7. ↑  The Top 10 Forbes Asia October 19, 2009
8. 1 2  Fisher, Daniel (Mar. 13, 2006). «Mr. Big», pp. 24-26. Forbes. Online summary for calendar year 2005 at  Архивная копия от 5 июля 2017 на Wayback Machine.
9. ↑  America's Largest Private Companies. Forbes. 8 ноября 2007. Архивировано 25 октября 2011. Дата обращения: 23 июля 2011.
10. ↑  Forbes rankings for 2009. Forbes.com. 28 октября 2009. Архивировано 20 июля 2011. Дата обращения: 23 июля 2011.
11. ↑  The Principled Entrepreneur. The American. July-August 2007. Архивировано 2 января 2010. Дата обращения: 23 февраля 2010.{{cite news}}:  Википедия:Обслуживание CS1 (формат даты) (ссылка)
12. ↑  America's Largest Private Companies. Forbes. Дата обращения: 24 февраля 2021. Архивировано 2 декабря 2012 года.
13. ↑  McCoy, Daniel. Koch Industries passes 100,000-employee milestone. American City Business Journals (31 января 2014). Архивировано 5 января 2016 года.
14. ↑  Чем владеют братья Кох – главные спонсоры Трампа
15. ↑  Производитель стекла Guardian Industries выйдет из российских активов. Дата обращения: 22 июня 2022. Архивировано 22 июня 2022 года.